# گورکا ایتورراسپ
گورکا ایتورراسپ (انگلیسی: Gorka Iturraspe؛ زادهٔ ۳ مهٔ ۱۹۹۴) بازیکن فوتبال اهل اسپانیا است.
از باشگاه‌هایی که در آن بازی کرده‌است می‌توان به باشگاه فوتبال اتلتیک بیلبائو بی اشاره کرد.